# Ezüstsirály
Az ezüstsirály (Larus argentatus) a madarak (Aves) osztályába, a lilealakúak rendjébe, ezen belül a sirályfélék (Laridae) családjába tartozó faj.

## Rendszerezése
A fajt Erik Ludvigsen Pontoppidan dán püspök és ornitológus írta le 1763-ban.

## Alfajai
- Larus argentatus argentatus Pontoppidan, 1763
- Larus argentatus argenteus C. L. Brehm & Schilling, 1822[2]

## Előfordulása
Európa, Ázsia és Észak-Amerika területén honos. Természetes élőhelyei a tengerpartok, folyótorkolatok és édesvízi tavak, valamint nádasok és mezőgazdasági területek.

### Kárpát-medencei előfordulása
Magyarországon rendszeres vendég, ritka kóborló, elsősorban télen. Azonban a szakirodalom korábban a sárgalábú sirályt is e faj egyik alfajának tartotta, és így az adatokban zavart okozhat a sárgalábú sirály hazai rendszeres előfordulása és szórványos fészkelése.

## Megjelenése
Testhossza 55-64 centiméter, szárnyfesztávolsága 138-150 centiméter. A tojó tömege 690-1100 gramm, míg a hímeké a 740-1450 grammig terjedhet. A hímek némileg nagyobbak a tojóknál, egyébként a nemek egyformák.
Tollruhája fehér, háta ezüstszürke, a szárnya vége fekete. Sárga csőre kampós végű.
|  |  |

## Életmódja
Magvakkal, termésekkel, férgekkel, rovarokkal, csigákkal, kagylókkal, más gerinctelenekkel, halakkal, kisemlősökkel, tojásokkal, fiókákkal, dögökkel és hulladékkal táplálkozik
|  |  |

## Szaporodása
A ezüstsirály telepesen fészkel, gyakran a heringsirállyal  egy kolóniában, sziklapárkányokon vagy az alacsony aljnövényzetű talajon költenek. A fészek általában egy nagyobb hínárkupac, nagyon közel a többi költő madárhoz. Évi egy fészekalj 3 tojást számlál, átlagos nagysága 73 milliméter, amelyek 28-29 nap múlva kelnek ki. A fiókák a szülők csőrén lévő piros foltot csipkedik, mire a felnőtt állat kiöklendezi a táplálékot. 40 nap után repülnek ki.
|  |  |  |

## Természetvédelmi helyzete
Az elterjedési területe rendkívül nagy, egyedszáma is nagy és ugyan csökken, de még nem éri el a kritikus szintet. A Természetvédelmi Világszövetség Vörös listáján nem fenyegetett fajként szerepel.  Magyarországon védett, természetvédelmi értéke 25 000 Ft.

## Források

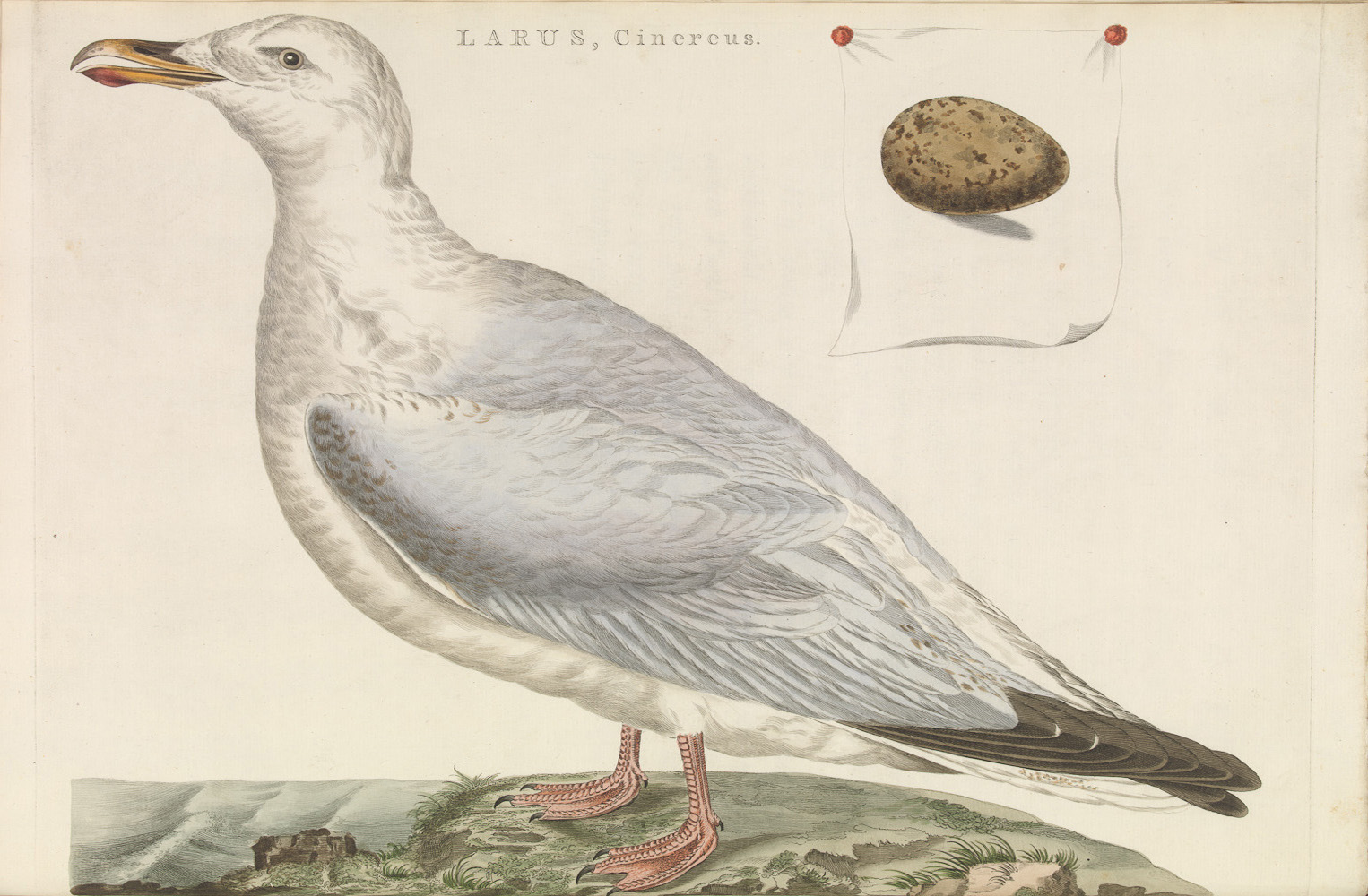
Ezüstsirály a Nederlandsche Vogelen műben, 1797